# Ԡ (слово ћирилице)
Ԡ ԡ (искошено: Ԡ ԡ) је слово ћириличног писма. Његов облик је изведен од ћириличног слова Л додавањем кукице на средину десне ноге.
Ԡ ԡ се користио само у абхаском и чувашком језику.
На чувашком језику се користио за палатализовани алвеоларни латерални апроксимант , и одговара у другим чувашким ортографијама ћириличном слову Л̀.

## Рачунарски кодови
| Знак                      | Ԡ                                           | Ԡ                                           | ԡ                                         | ԡ                                         |
| ------------------------- | ------------------------------------------- | ------------------------------------------- | ----------------------------------------- | ----------------------------------------- |
| Назив у Уникоду           | CYRILLIC CAPITAL LETTER EL WITH MIDDLE HOOK | CYRILLIC CAPITAL LETTER EL WITH MIDDLE HOOK | CYRILLIC SMALL LETTER EL WITH MIDDLE HOOK | CYRILLIC SMALL LETTER EL WITH MIDDLE HOOK |
| Врста кодирања            | децимална                                   | хексадецимална                              | децимална                                 | хексадецимална                            |
| Уникод                    | 1312                                        | U+0520                                      | 1313                                      | U+0521                                    |
| UTF-8                     | 212 160                                     | D4 A0                                       | 212 161                                   | D4 A1                                     |
| Нумеричка референца знака | &#1312;                                     | &#x520;                                     | &#1313;                                   | &#x521;                                   |

## Слична слова
- Ԯ ԯ : Ћирилично слово Л са силазним словом
- Ӆ ӆ : Ћирилично слово Л са репом
- Ԓ ԓ : Ћирилично слово Л са кукицом
- Љ љ : Ћирилично слово